# Centaurea baseri
Centaurea baseri (волошка Башера) — вид рослин роду волошка (Centaurea), з родини айстрових (Asteraceae). Вид названий на честь професора доктора Кемаля Хюсню Кан Башера.

## Біоморфологічна характеристика
Багаторічник з дерев'янистим кореневищем. Стебла повзучі, 14–42 см заввишки, зверху розгалужені. Листки густо запушені; прикореневі 1–2-перисті, 3–4.5 см завдовжки, кінцеві сегменти від лінійних до ланцетоподібних, 1–2 мм завширшки; серединні листки 1–2-перисті, з 4–7 бічними частками, кінцеві сегменти лінійні; верхні листки лінійні. Чашечка квіткової голови 5–12 × 3–5 мм, яйцювата, воронкоподібна під час плодоношення. Крайові квітки рожеві, центральні — білі. Сім'янка коричнева, 2–4 × 1.5–3 мм, волохата. Папусів зовнішній ряд 2.5–5 мм, внутрішній ряд ≈ 0.5 мм. Час цвітіння: червень.

## Середовище проживання
Ендемік Туреччини — центральна Анатолія. Зростає у вапнякових щілинах гірських порід та на скелястих схилах на висотах 1500–2000 м над рівнем моря.